# Silvano Raganini
Silvano Raganini (10 dicembre 1943) è un ex tiratore a volo sammarinese.

## Biografia
Nato nel 1943, a 28 anni ha partecipato ai Giochi olimpici di Monaco di Baviera 1972, nella gara di trap, terminando 24º con 186 punti.
Quattro anni dopo ha preso di nuovo parte alle Olimpiadi, quelle di Montréal 1976, sempre nel trap, arrivando 29º con il punteggio di 168.